# Очеретянська сільська рада (Черняхівський район)
Очеретянська сільська рада (до 1946 року — Ворівська сільська рада) — колишня адміністративно-територіальна одиниця та орган місцевого самоврядування у Черняхівському районі Волинської округи, Київської й Житомирської областей Української РСР та України з адміністративним центром у с. Очеретянка.

## Населені пункти
Сільській раді були підпорядковані населені пункти:
- с. Очеретянка
- с. Рудня

## Населення
Кількість населення ради станом на 1923 рік становила 1 448 осіб, кількість дворів — 291.
Відповідно до результатів перепису населення СРСР, кількість населення ради, станом на 12 січня 1989 року, становила 526 осіб.
Станом на 5 грудня 2001 року, відповідно до перепису населення України, кількість мешканців сільської ради становила 387 осіб.

## Склад ради
Рада складається з 12 депутатів та голови.

### Керівний склад сільської ради
| ПІБ                       | Основні відомості                                                         | Дата обрання | Дата звільнення |
| ------------------------- | ------------------------------------------------------------------------- | ------------ | --------------- |
| Колесник Людмила Іванівна | Сільський голова, 1960 року народження, освіта, член народної партії      | 26.03.2006   | 31.10.2010      |
| Колесник Людмила Іванівна | Сільський голова, 1960 року народження, освіта вища, член народної партії | 31.10.2010   |                 |

Примітка: таблиця складена за даними джерела

## Історія
Створена 1923 року як Ворівська сільська рада, в складі сіл Ворів, Малинівка та слободи Рудня-Ворівська (згодом — Рудня) Бежівської волості Житомирського повіту Волинської губернії. 7 березня 1923 року включена до складу новоутвореного Черняхівського району Житомирської (згодом — Волинська) округи.
7 червня 1946 року, відповідно до указу Президії Верховної ради Української РСР «Про збереження історичних найменувань та уточнення і впорядкування існуючих назв сільрад і населених пунктів Житомирської області», сільську раду перейменовано на Очеретянську через перейменування її адміністративного центру на с. Очеретянка.
Станом на 1 вересня 1946 року сільська рада входила до складу Черняхівського району Житомирської області, на обліку в раді перебувало с. Очеретянка, села Ворівська Рудня та Малинівка у довіднику пропущені.
2 вересня 1954 року, відповідно до рішення Житомирського облвиконкому № 1087 «Про перечислення населених пунктів в межах районів Житомирської області», с. Малинівка підпорядковане Стиртівській сільській раді Черняхівського району.
На 1 січня 1972 року сільська рада входила до складу Черняхівського району Житомирської області, на обліку в раді перебували села Очеретянка та Рудня.
Виключена з облікових даних 17 липня 2020 року. Територію та населені пункти ради, відповідно до розпорядження Кабінету Міністрів України № 711-р від 12 червня 2020 року «Про визначення адміністративних центрів та затвердження територій територіальних громад Житомирської області», включено до складу Черняхівської селищної територіальної громади Житомирського району Житомирської області.